# Hittinahalli, Sindgi
Hittinahalli là một làng thuộc tehsil Sindgi, huyện Bijapur, bang Karnataka, Ấn Độ.